# Parque Zoológico de Barcelona

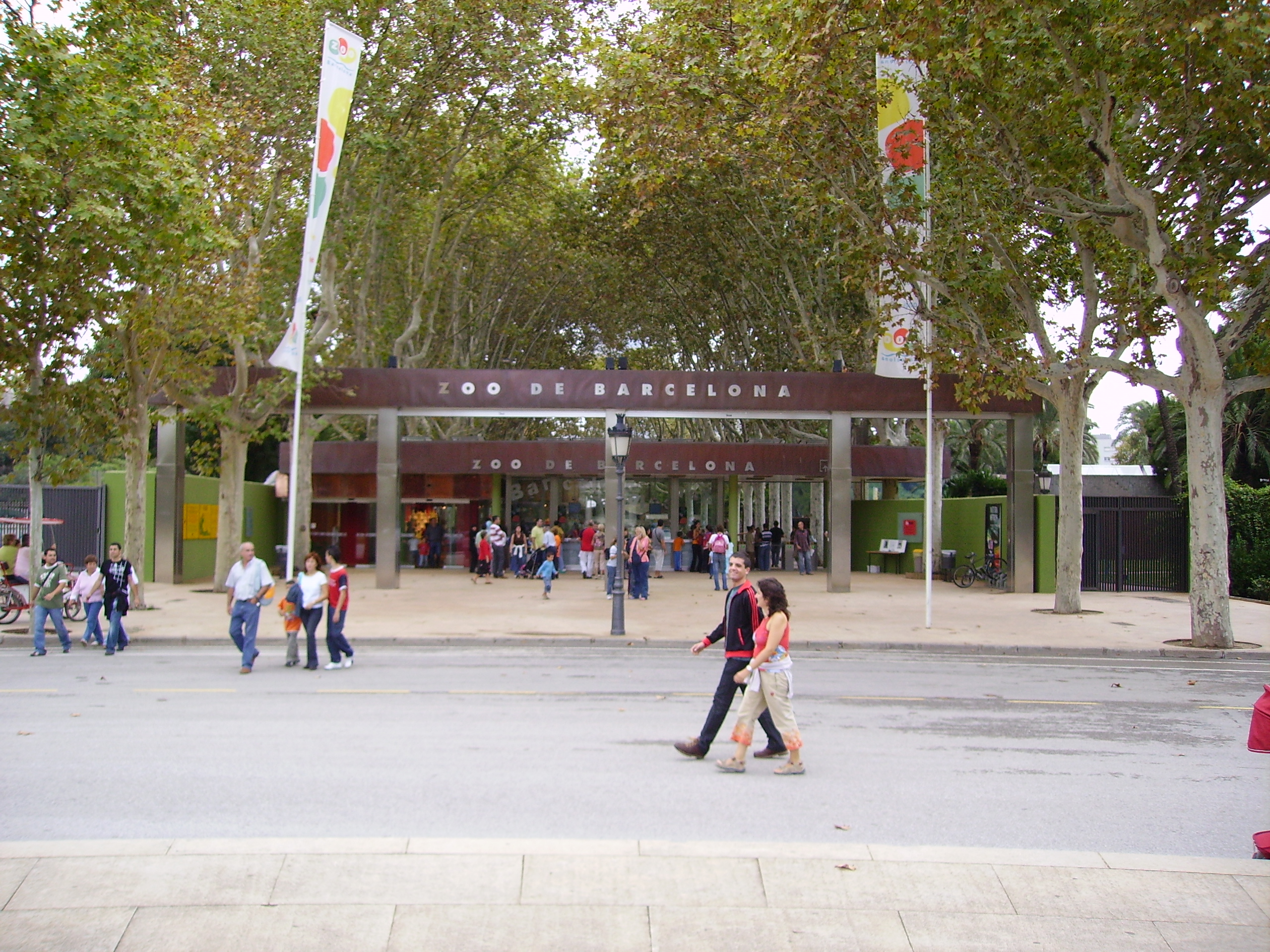
Uma das duas entradas do Zoo de Barcelona

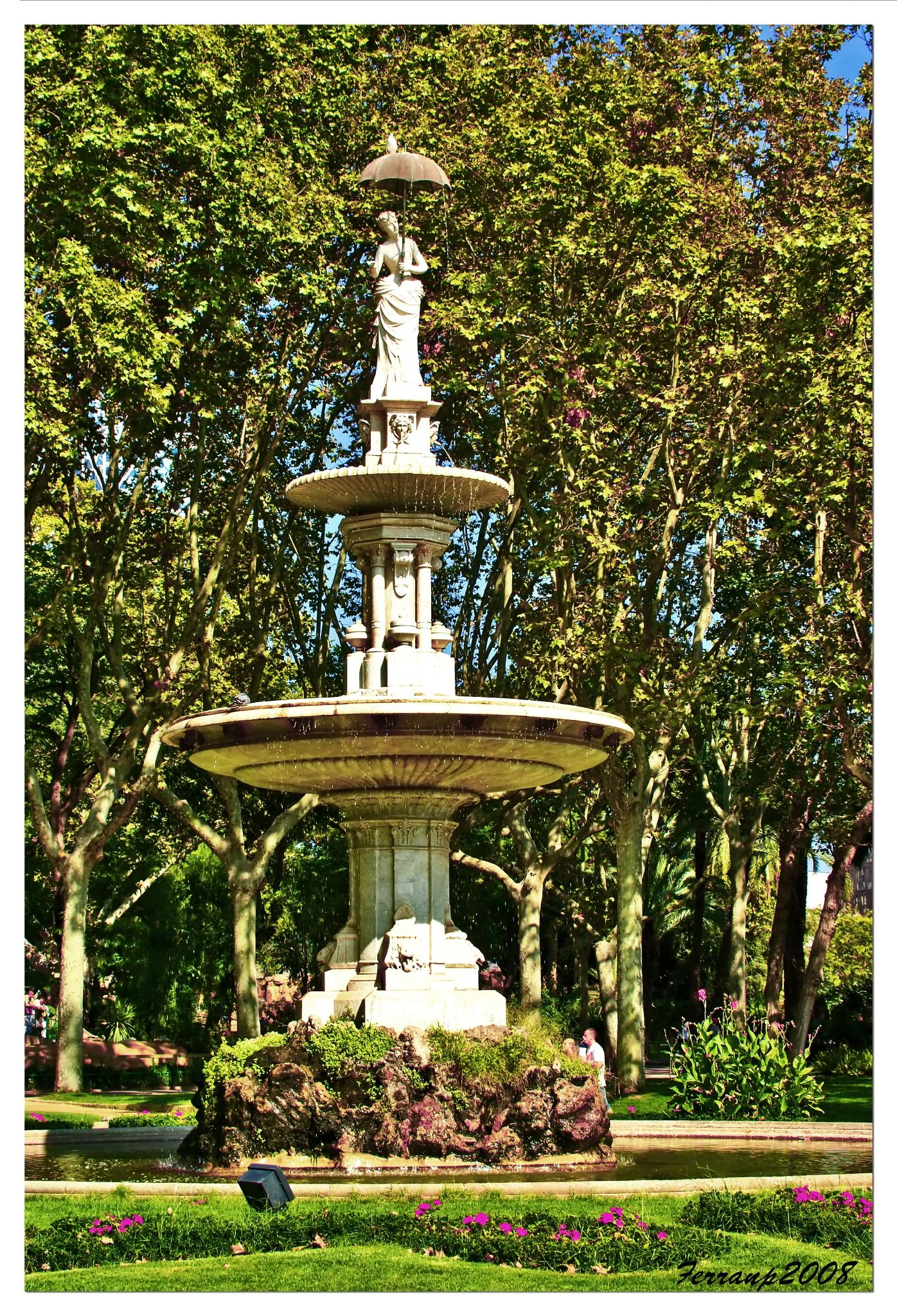
Fonte da Senhora do Guarda-Chuva, um dos símbolos do zoo

O Zoo de Barcelona é um jardim zoológico situado no Parque da Cidadela, em Barcelona, na Espanha. Elegeu-se a sua localização porque os edifícios do parque já estavam disponíveis depois da Exposição Universal de Barcelona (1888). Foi inaugurado no dia da Mercé, padroeira de Barcelona, no ano 1892 e os primeiros animais provinham da colecção privada que Lluís Martí i Codolar tinha na sua quinta chamada "A Granja Velha", que estava em Horta. Lluís doou os animais à Câmara Municipal de Barcelona, que aprovou a sua acomodação nos terrenos do parque. O zoológico tem três objectivos: a conservação, a investigação, e a educação.
O Zoo de Barcelona tem uma das colecções de animais mais importantes da Europa. Por muitos anos, desde 1966 até 2003, a estrela do Zoo era o famoso Floco de Neve, o único gorila albino conhecido até nossos dias. As seguintes são algumas das espécies que podem-se ver no parque, ordenadas por grupos taxonómicos:

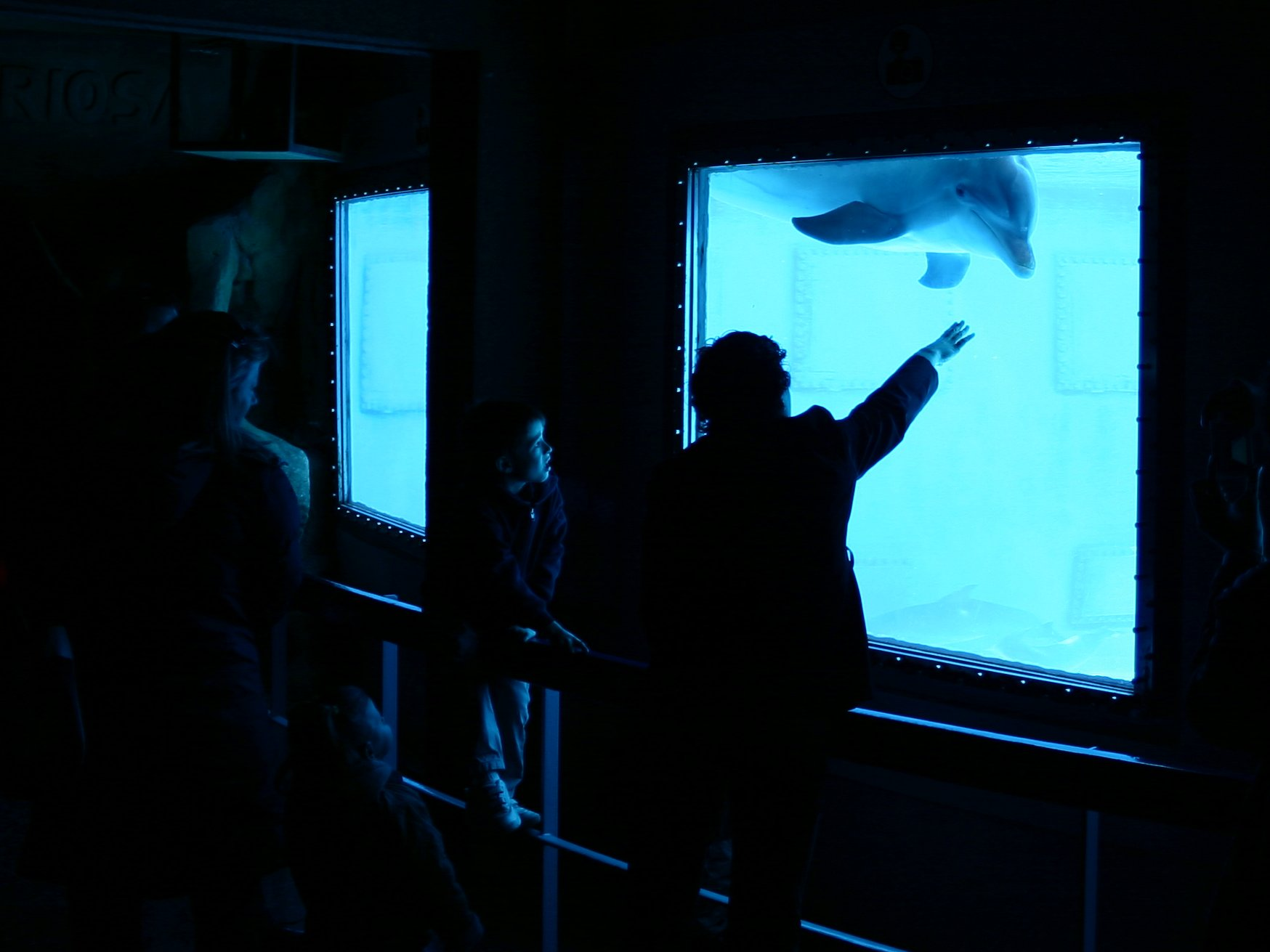
Golfinhos no Aquário

O Município de Barcelona aprovou um conjunto de medidas em 3 de Maio de 2019 que poderão levar fecho do Zoo. Foi proibida a reprodução de espécies que não possam depois ser libertadas na natureza. Os 2.000 animais de 300 espécies que vivem nas instalações serão trasladados para santuários de animais ou cuidados no espaço até morrerem, salvo aqueles em perigo de extinção que entrem em planos de reintrodução na natureza.
Os 150 trabalhadores do zoo convocaram una greve de protesto.
O zoo deixa também de estar associado a outros parque para intercâmbio de animais, desvinculando-se das redes internacionais com as quais se evitava a consanguinidade.

## Mamíferos
Elefante-africano, macaco-de-nariz-branca, camelo, guepardo, urso-pardo, canguru-vermelho, ualabi-de-pescoço-vermelho, macaco-leão, hipopótamo, zebra, hipopótamo-pigmeu, gnu-azul, girafa, panda-vermelho, antílope-índio, javali, cabra-montês, arrui, mandril, chimpanzé, gorila, orangotango, ratão-do-banhado, mara, leão, capivara, bisonte-europeu, leopardo, lince, onça-pintada, tigre-de-sumatra, bongo, suricata, cervo-do-padre-david, tamanduá, uapiti, gamo, golfinho-comum, muflão, ouriço-egípcio, chinchila, bisonte-americano, rinoceronte-branco, guanaco, lemur-de-cauda-anelada, leão-marinho-de-California, dril, impala, mabeco, macaco-de-Tibet

## Aves
Flamingo-chileno, pavão, pinguim-de-humboldt, abutre-do-egipto, grifo, turaco-violeta, pomba-faisão, pombo-de-nicobar, tucano-sulfuroso, pomba-coroada, rouxinol-de-japão, pelicano-carrancudo, irerê, marabu, íbis-sagrada, pássaro-chapéu-de-chuva, ganso-do-havaí, ganso-do-canadá, faisão-de-palawan, diamante-de-gould, cisne-de-pescoço-preto, calau-terrestre, cegonha-branca, cacatua-das-molucas, arara-de-barriga-amarela, arara-vermelha, papagaio-cinzento, avestruz, mocho-d’orelhas, emu, tecelão-africano, garça-real-europeia, papagaio-verdadeiro, guará, condor-dos-andes, ema.

## Répteis
Dragão-aquático-chino, aligator-americano, anaconda, jiboia-constritora, crocodilo-de-água-salgada, crocodilo-do-nilo, cobra-rateira, lagartixa-leopardo, iguana-comum, monstro-de-gila, tartaruga-de-patas-vermelhas, dragão-de-komodo, cobra-egípcia.

## Anfíbios
Ferreret, sapo-comum, rã-venenosa.

## Aracnídeos
Tarântula.